# مارلت
مارلت (انگلیسی: Marlett) یک قلم تروتایپ که توسط مایکروسافت ویندوز از ویندوز ۹۵ استفاده شده است. سیستم از این قلم برای آیکون‌های واسط کاربر استفاده می‌کند که در منوها و پنجره‌ها استفاده می‌شود. برای نمونه دکمه‌های بستن، ماکسیمایز و مینیمایز توسط گلیف‌هایی از قلم درست می‌شود. این قلم برای اجازه دادن به مقیاس دادن به رابط کاربری و ممکن کردن مقیاس‌دهی آیکون‌ها با عناصر مهم بود.